# 棉蘭
棉蘭是印度尼西亞北蘇門答臘省北部城市、該省省會，是印度尼西亚仅次于雅加达及泗水的第三大城市，亦是蘇門答臘最大城市。2016年人口2,229,408人，其中華人人口約有50萬人，也有頗具規模的泰米爾人社區。

## 歷史
棉蘭的名稱由來有兩個說法：第一是根據16世紀初一位葡萄牙商人的日記所載，其指出棉蘭一名衍生自沙特阿拉伯聖城麥地那，麥地那的阿拉伯文名稱為「مدينة」，英文除了可被譯成「Medina」外，另一個譯法便是與棉蘭市名（Medan）接近的「Midan」；第二個說法指棉蘭一名其實源於印地語的「Maidan」（मैदान），為「陸地」的意思。

## 教育及文化
市內同時使用印尼語、爪哇語、馬達語，華人則使用福建話（閩南語）、粵語、四邑話、興化話（莆田話）、潮州話、海南話、福州話、棉兰华语、印裔則多說泰米爾語。

### 棉蘭福建話
棉蘭福建話，又称棉兰闽南语，是一种在棉兰使用的闽南语域外变体。这种语言是由早期闽南移民到棉兰定居而带到那里的语言。这种闽南语夹杂了许多马来语词汇。音韵调三方面都和对岸马来西亚槟城的槟城福建話有很大的共同点。

## 交通
棉蘭的交通便利，然而大眾運輸尚未全面都市化，故有意到當地旅遊民眾，可乘租汽車、計程車或計程摩托車。

棉蘭有火車可通往蘇門答臘北部的其他市鎮。

對外航空交通則有瓜拉納穆國際機場為民眾服務。

## 媒體

### 電視
棉蘭的電視台包括公共和私有的全國性網絡，以及地方電台。目前在棉蘭可接收的電台包括：
- CNN Indonesia
- TVRI Sumatera Utara
- Indosiar
- MNCTV
- Trans TV
- ANtv
- GTV
- RCTI
- SCTV
- tvOne
- Magna TV HD
- Metro TV
- Trans7
- NET. – 43 UHF
- iNews – 45 UHF
- DAAI TV – 49 UHF
- RTV 53 UHF
- MYTV – 55 UHF
- Kompas TV – 59 UHF
- CTV Network – 61 UHF

### 報紙
棉蘭最古老的報紙為Mimbar Umum。其他主要發行於麥丹的報紙包括Waspada、Analisa、Jurnal Medan、Berita Sore、Harian Global、Harian Medan Bisnis、Sumut Pos、Posmetro Medan、Sinar Indonesia Baru等。全國性的華語報紙有印尼星洲日报）、國際日報和印尼商報等。

## 體育
PSMS 棉蘭(PSMS Medan)是來自棉蘭及最有代表性的的足球隊，曾經是印尼足球界的勁旅。在08/09印尼超級足球聯賽球季PSMS 棉蘭隊降往甲組比賽。

## 友好城市
- 日本市川市
- 马来西亚乔治市
- 中华人民共和国成都市
- 光州广域市

## 外部連結
- 棉蘭政府網站